# ツバル
座標: 南緯8度31分0秒 東経179度12分0秒 / 南緯8.51667度 東経179.20000度

ツバル
Tuvalu

国の標語：Tuvalu mo te Atua
（ツバル語: 全能の神のためのツバル）
国歌：全能の神のためのツバル

ツバル（ツバル語: Tuvalu）は、オセアニアに位置する9つの島からなる立憲君主制国家。かつてはエリス諸島と呼ばれていた。首都はフナフティ。イギリス連邦（コモンウェルス）加盟国のひとつ。

## 概要
1978年にイギリスから独立。イギリス連邦王国の一国である立憲君主制国家。独立国としては、ナウルの次に人口が少ないミニ国家の一つである。海抜が最高でも5メートルと低いため、海面が上昇したり、地盤沈下が起こったりすれば国の存在そのものが脅かされることになる。
2000年には、インターネットのトップレベルドメインとして割り振られた “.tv” をアメリカ合衆国カリフォルニア州のdotTV社に5,000万ドルで売却。この売却益を元に国連加盟を果たした。

## 国名
正式名称はツバル語でTuvalu。公式の英語表記も同じ。
日本語の表記は、ツバル。ほかに、ツヴァル、トゥバルなどもある。
現地語でtuは「立ち上がる」、valuは「8」の意味である。これは、伝統的にツバルで人が住んでいた島が8つだったことに由来する（1949年以降は9つすべての島に人が住んでいる）。

## 歴史

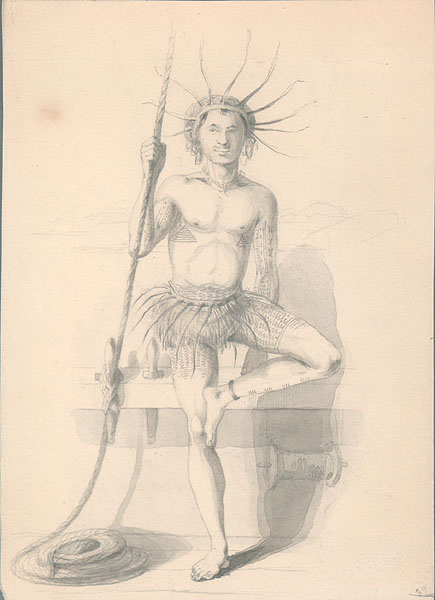
伝統的な衣装を着たツバル人男性（1841年画）

ツバルに人類が到達したのは紀元前のことと考えられる。トンガやサモアなど西ポリネシアから航海カヌーでやってきたポリネシア人あるいはラピタ人がこの島々の最初の居住者である。
ヨーロッパ人が訪れたのは、1568年にスペインから来たアルバロ・デ・メンダーニャ・デ・ネイラ (Alvaro de Mendaña de Neira) が最初である。植民は行われなかったが、奴隷貿易業者や捕鯨船員などがしばしば訪れていた。
1850年から1875年に、住民は労働者としてハワイやタヒチ、ペルーなどに強制連行された。そのため諸島の人口は急激に減少した。
ツバルは、1892年にエリス諸島という名前で、ギルバート諸島（現・キリバス）とともにイギリスの保護領のギルバートおよびエリス諸島の一部になった。1916年には植民地となった。1949年に、それまで無人島だったニウラキタ島にニウタオ島からの移住が行われた。1974年に、植民地内の人種の違いから、ポリネシア人の多いエリス諸島は、ミクロネシア人の多いギルバート諸島との分離を投票で決めた。そして1976年1月1日にエリス諸島は、イギリスの植民地のツバルとして、ギルバート諸島と分離した。
1978年10月1日、植民地から、イギリス連邦の一員かつ英連邦王国として独立が認められた。
1987年には国際連合の最貧国リストに掲載された。
1991年、プロテスタント（イギリス国教会）系であるツバル教会を国教にする法律が可決された。1995年の独立17周年記念日には国旗の図案を変更したことがある。一般公募約300点の中から赤・青・白の3色で構成された国章を左に、旧国旗の黄色の星を白に変更した星を右側にあしらった、学生フィレモニ・パッシのものが選ばれた。これは海面上昇問題に際し英国が冷淡な態度をとったことに抗議したものと思われ、当時の首相はイギリス連邦脱退をも前提としていた が、1997年には政権交代により旧国旗に戻される。
2020年2月、新型コロナウイルス感染症（COVID-19）が流行した際には、国内の医療体制などが感染症に対して極めて脆弱であるとして、複数の患者が出た中国や日本などからの入国の制限措置を取った。
2023年、世界銀行から過剰債務のリスクが高いとの認識が示される。新型コロナウイルス対策などで政府支出を拡大したことなどが背景。　
2025年、国内初めてのATMが設置された。ツバル国立銀行のテオ総裁は、同国民に「経済的な力を与える扉を開く」「偉大な成果」であり、「画期的な転換」だと語った。

## 政治

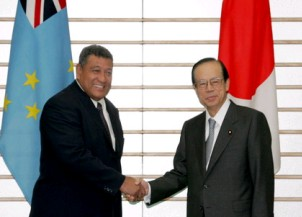
ツバルの首相アピサイ・イエレミア（左）と日本の内閣総理大臣福田康夫（右）（2007年12月6日、総理大臣官邸にて）

ツバルは立憲君主制・議院内閣制の国である。現行憲法は1978年10月1日に公布されたもので、最新の改正は2023年9月に行われている。
イギリス連邦に加盟する国であり、イギリス国王の信任を得ている。内閣はイギリス大使館を置くこととしている。
行政は首相を筆頭とする内閣が担当する。首相は国会議員の中から立候補、投票により選ばれ、英連邦に信任される。閣僚は首相に指名任命される。
立法は一院制の議会が担っている。定数は16議席で、議員の任期は4年。議員は国民の直接選挙により選出される。ツバルに政党は存在しない。
最高司法機関は普通裁判所。ツバルを構成する9島のうち、人が居住する5島内に3裁判所が置かれている。

## 外交
ツバルは1979年以来中華民国と国交を結んでおり、1998年にはフナフティに大使館が設置された。2019年、太平洋の各国に中華人民共和国が外交攻勢を加え、ソロモン諸島とキリバスが支援などと引き換えに台湾との断交を決断。ツバルにも中国系民間企業を通じて4億ドル規模の人工島造成計画がもちかけられたが、ツバル側はこれを断っている。2024年、親台湾派であったカウセア・ナタノ首相が総選挙で落選。後継者が中国と国交を樹立するのではないかとの臆測が広がったが、新たに首相に就任したフェレティ・テオは、台湾との関係を継続する意思を表した。

## 地方行政区分

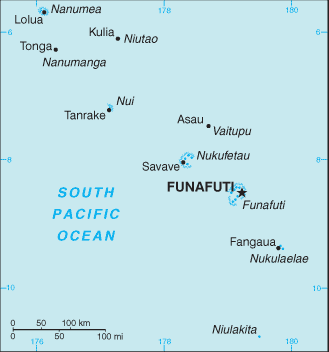
ツバルの地図

厳密に言うと、ツバルには行政上の下部組織がない。それは人口が少なすぎるためだが、この国は9つの島（環礁）に分けることができる。国名の由来にあるように、かつては人が住める島は8つだけで、ニウラキタ島は無人島だった。9つの島を次に挙げる。
- フナフティ環礁（Funafuti）
- ナヌメア環礁（Nanumea）
- ナヌマンガ島（Nanumaga）
- ニウタオ島（Niutao）
- ヌイ環礁（Nui）
- ニウラキタ島（Niulakita）
- ヌクフェタウ環礁（Nukufetau）
- ヌクラエラエ環礁（Nukulaelae）
- ヴァイツプ島（Vaitupu）

## 地理

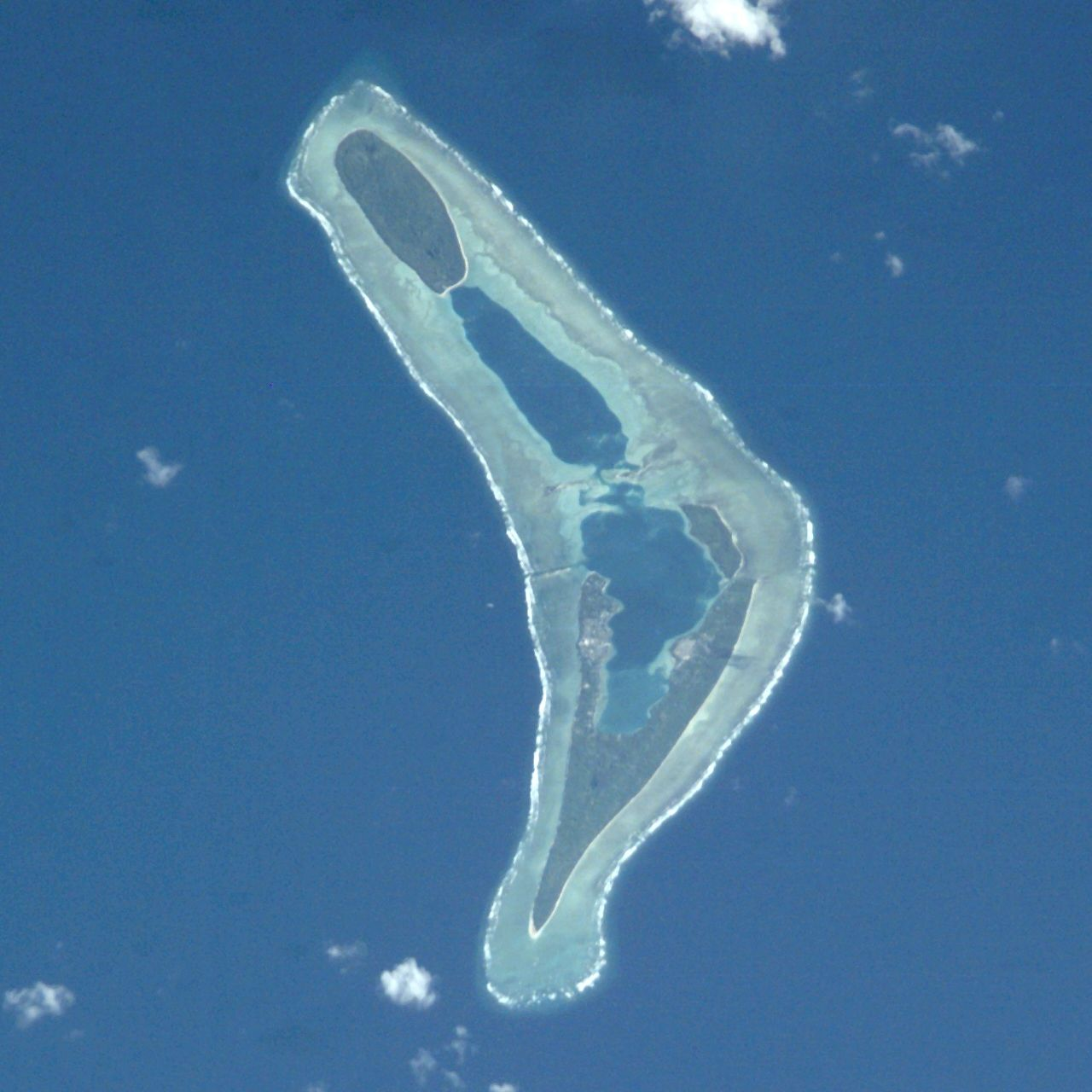
宇宙から見たナヌメア島

オセアニアの地域区分において、ツバルの北方キリバスはミクロネシア、南方フィジーはメラネシアに区分されるが、ツバルはポリネシアに区分される。
ツバルはフィジーの北およそ1,000キロにあり、4つのサンゴ礁に囲まれた島と5つの環礁からなる。 島々はおよそ700キロにわたる火山弧をなし、主要な島々は互いに125キロから150キロほど隔たっている。 これら点在する島々で土地は非常に少なく、面積は合わせておよそ26平方キロメートルに過ぎない。 これは世界で4番目に小さな国となる。 これらの島々のうち、フナフティ島が最大のものであり、東経179度7分、南緯8度30分を中心として南北25.1キロ、東西18.4キロの範囲に広がる礁湖の周りをいくつか天然の海峡を作って小島が取り囲んでいる。
11月から3月までは強い西からの風と豪雨に見舞われる。 3月から11月までの東風の季節には暑さがやわらぐ。 ツバルは、土地が非常に貧弱な国でもある。飲み水に適した水はほとんどなく、土地は農業には適していない。タロイモ、ココナッツ、バナナなどが自給のために生産されている。 
ツバルはインド洋のモルディブについで海抜の低い国でもあり、ツバル全体での最高点は4.5メートルに過ぎず、3メートルを越える土地はほとんどない。海抜の低さは予想される海面上昇に対してきわめて脆弱である。

### 「沈む」ツバル
海岸侵食と洪水は深刻な問題であり、京都議定書の採択と時を同じくしてツバルが注目された。地球温暖化による海面上昇でまもなくツバルが沈むかのようなセンセーショナルな報道がされた結果、有名人が多数訪問するなど注目が集まった。ツバル政府の中には地球温暖化被害者として大国や大企業に訴訟を起こすべきとの主張もあった。
しかし、2018年に発表された論文によると、1971年～2014年迄で寧ろ面積が増加したとしている。ただし、この研究は限られた環礁や岩礁を対象としたもので、さらに波のパターンや嵐で打ち上げられた堆積物などの要因によって、海面上昇による浸食が相殺された可能性もあるとし、一方で、かつてあった島や土地がなくなったとする報告は相次いでおり、海岸地域における波打ち際の拡大と海面上昇による全体的な海抜低下による水没の危険性の増大は関係がなく、また、本当に海面上昇した場合にこのように弱体化した海岸が脆弱であることには変わりがないと言われる。海岸侵食と洪水は、米軍が埋め立てた沼地に人口が集中し浸水したこと、生活排水や糞尿が増加し有孔虫（石灰質の殻を作り、その殻が星砂と呼ばれるような砂となって堆積する）が減少したことなどに原因があったとする主張もある。（詳細は#気候変動の節を参照）
2023年9月に行われた憲法改正では、仮に海水上昇で国土がすべて海中に沈んだとしても国家としては存続するとの規定が追加された。
オーストラリアでは2025年7月から2026年1月まで気候変動による移住を認めるビザを創設した。ビザは無作為に選ばれた280人に割り当てられ、オーストラリアの永住権を取得できる。

## 経済

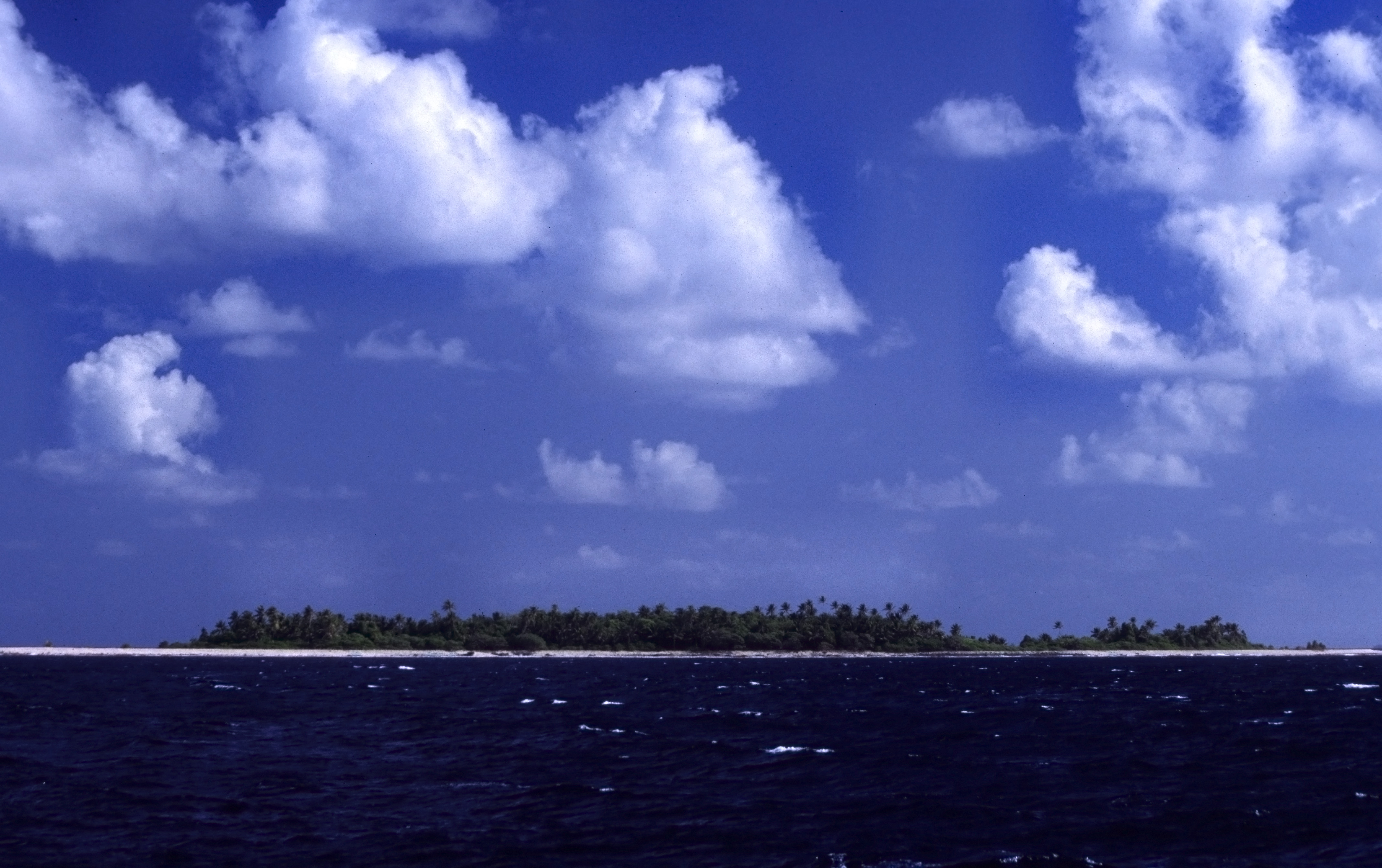
首都フナフティ

ツバルには天然資源がほとんどないため、その収入の多くは海外の援助に頼っている。主要な産業は、漁業と観光業である。ただし、ツバルは他の国から遠く離れた場所にあるため、あまり多くの観光客は訪れない。GDPの3分の2以上をODAに頼っている。
政府のおもな財源は、切手とコインの発行、および海外で働く労働者からの送金である。1,000人ほどのツバル人がナウルでグアノ（リン鉱石）の採掘に従事している。もっとも、ナウルではグアノ資源が減ってきたため、徐々に労働者を帰還させるようにしている。また、1987年にオーストラリア、ニュージーランド、イギリスにより設立され、日本がサポートしている国際信託基金から、相当な収入を毎年受け取っている。ツバルのおもな収入源としては、1988年の漁業協定によるアメリカ政府の支払い、台湾を外交承認する見返りとして得ている援助金も挙げられる。
外国の援助への依存を減らすために、政府は公共部門の改革を行い、その中にはいくつかの政府機能の民営化と職員の7パーセント削減も含まれている。1998年から、ツバルはアメリカの電話番号の"900番"回線（日本でのダイヤルQ2にあたる）の国内使用料による収入を得ている。2000年には、トップレベルドメイン名の ".tv" をリースすることで、収入を得るようになった。これらの新しい技術からのロイヤリティーにより、今後10年はかなり収入が増えると見られる。商品の輸出が輸入のほんの一部である現状で、継続的な収入として位置づけられるのは、漁業、通信に関わるライセンス料、海外の労働者からの送金、公的な無償援助などの移転所得、海外資産の投資収入になると見込まれている。
必要な電力はツバル電力公社がディーゼル発電でまかなっているが、関西電力が2007年5月28日に5,000万円をかけて出力40kWの太陽光発電設備を首都フナフティのサッカー場に設置すると発表し、同年9月着工、2008年2月に運転開始した。この電力で、ツバル約1,700世帯のうち50世帯の電力がまかなえる予定で、温暖化被害の象徴である国に新エネルギー技術を伝える設備が、設置されることになる。

### 情報・通信
ツバルには国営放送のTMCがあり、インターネットにおいては政府が観光局などのサイトを開設している。新聞は売店などでの販売が主流。

### 交通
フナフティ国際空港があり、フィジーのスバとの間に週2便の国際線がある。
国内交通は国有の貨客船「ニバンガⅢ」(2015年に日本で建造)と「マヌ·フォラウ」の2隻がフナフティ島と各島を巡航している。
また、ニバンガⅢは国内の他、年に数回フィジーなど近隣諸国に航行している。

## 国民

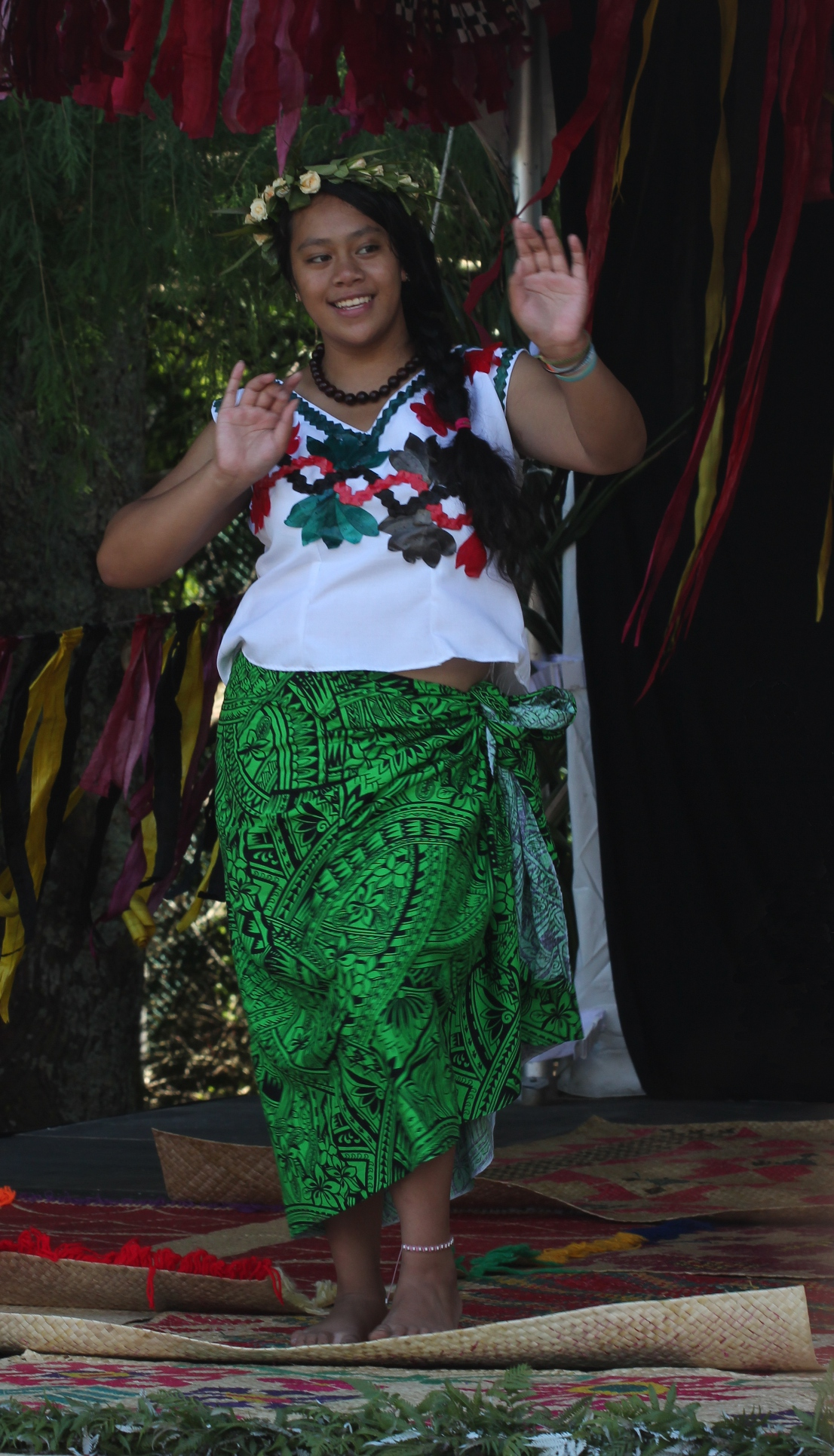
ツバルのダンサー

住民は、ほとんどがポリネシア人であり、わずかにミクロネシア人がいる。97パーセントのツバル人は、プロテスタントのキリスト教の信者で、91パーセントがツバルキリスト教会の信者である。キリスト教ではあるが、いくつかの現地固有の宗教の要素が混じっている。
ほとんどの人はツバル語を話しているが、ヌイ島の一部ではキリバス語を話す人もいる。英語が公用語ではあるが、日常会話で使われることはない。

## 文化
ツバルでは、伝統的な共同体のシステムがかなり広範囲に残っている。それぞれの一族は自分達の仕事だけでなく、「salanga」と呼ばれる共同体のための仕事（魚釣り、家の建築、防衛など）も担っている。一族の技術は、父から息子に受け継がれる。

### スポーツ
ツバル国内では、サッカーが最も人気のスポーツとなっている。

### 祝祭日
| 日付                   | 日本語表記           | 現地語表記               | 備考       |
| ---------------------- | -------------------- | ------------------------ | ---------- |
| 1月1日                 | 元日                 | New Year's day           |            |
| 3月 第2月曜日          | イギリス連邦の日     | Commonwealth Day         |            |
| イースターの前の金曜日 | 聖金曜日             | Good Friday              |            |
| イースターの次の日     | イースター・マンデー | Easter Monday            |            |
| 5月13日                | ゴスペルの日         | Gospel's day             |            |
| 6月 第2土曜日          | 女王誕生日           | Queen's Birthday         |            |
| 8月5日                 | 子供の日             | Children's day           |            |
| 10月1日、10月2日       | ツバルの日           | Tuvalu day               | 独立記念日 |
| 11月11日               | 英国皇太子の誕生日   | Prince of Wales Birthday |            |
| 12月25日               | クリスマス           | Christmas                |            |
| 12月26日               | ボクシング・デー     | Boxing day               |            |

## 気候変動

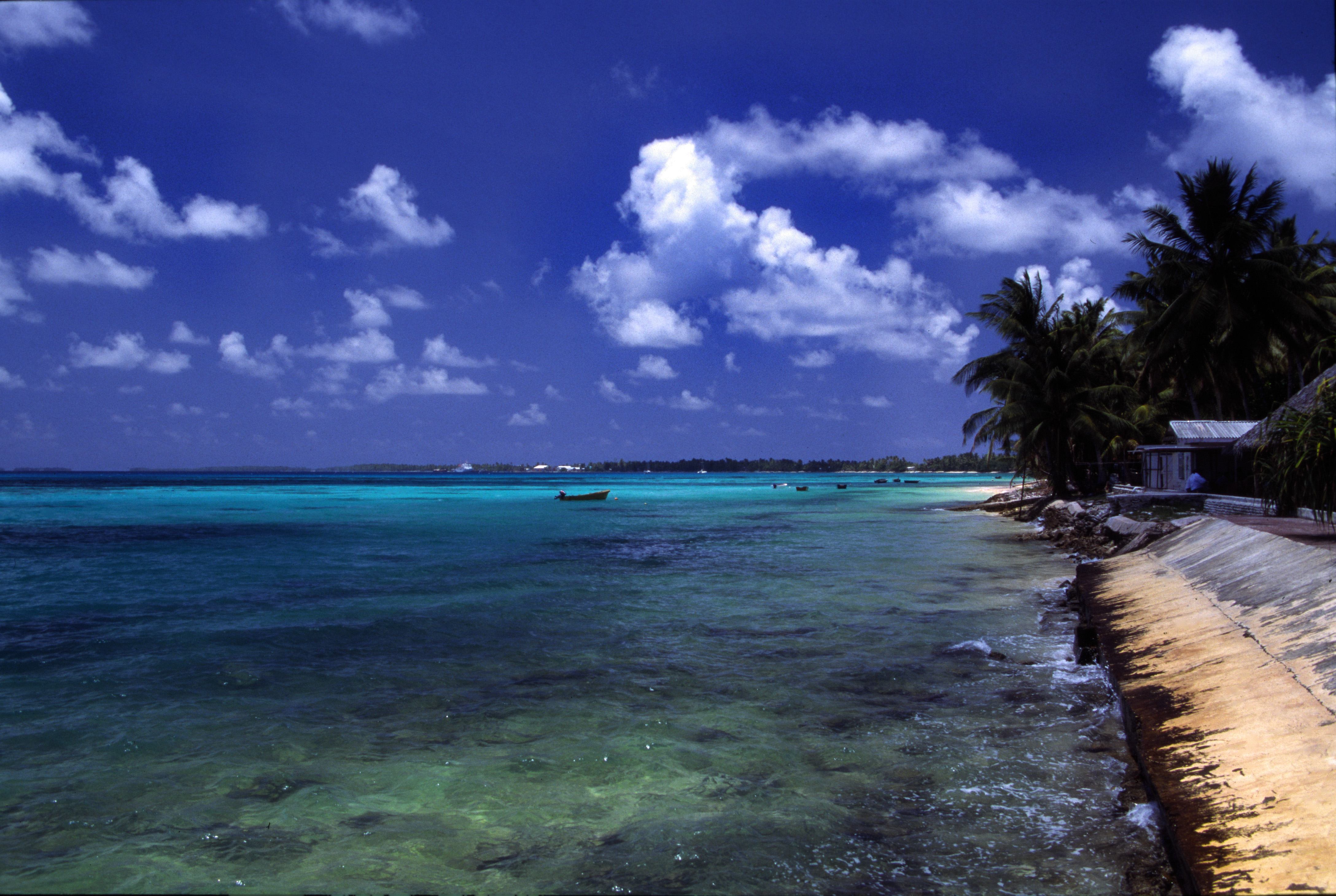
フナフティ島の海岸

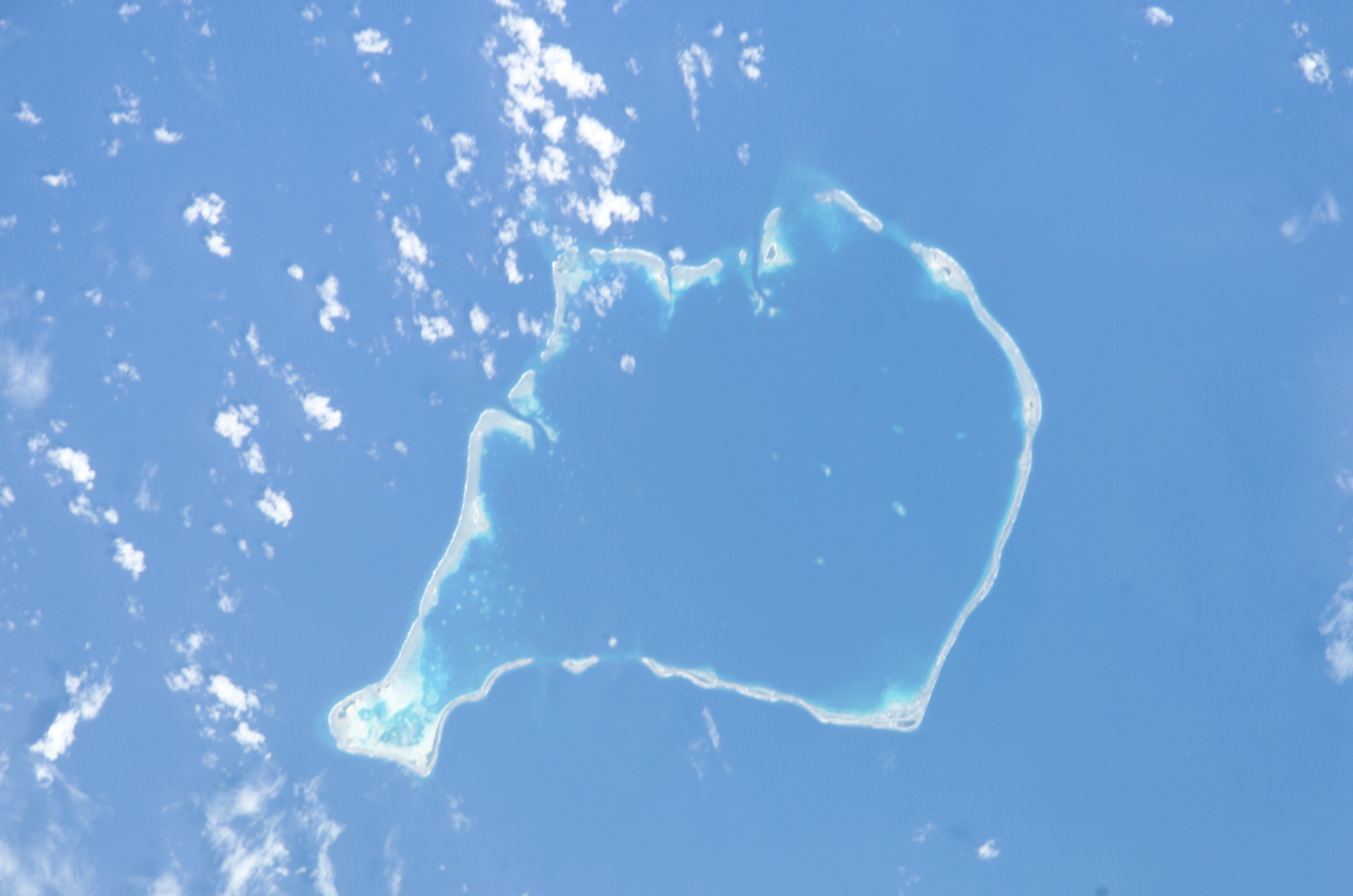
約30の小島がフナフティ環礁をつくる

ツバルのような海抜の低い地域は、海面上昇に対して脆弱であり、しばしばセンセーショナルにメディアに取り上げられる。

### 海面上昇に対する脆弱性
海抜の低いツバルは、海面上昇に対してもともと脆弱であり、水没までに至らずともそれによってもたらされる危機は何も新しい問題ではない。 こうしたサンゴ礁の島は水が浸透しやすく、地下には植物の根が張る淡水レンズと呼ばれる淡水部分があるが、これは比重差によって浸透した雨水が海水の上に薄くレンズ状に浮いただけの構造である。 第二次世界大戦中にアメリカ軍によってフナフティに飛行場が建設されたときには、サンゴ礁の基層の一部が壊されたため、こうした淡水レンズの塩水化が起こっている。
また、1972年にフナフティがサイクロン「ベベ（Bebe）」に襲われたときには、ほぼすべての家が壊れ、農作物が塩害を受ける、サンゴ礁の膨大なかけらが海岸を埋め尽くすなど、きわめて大きな被害を受けた。 このサイクロンの被害は結果的に首都フナフティの人口を急増させ、滑走路の周辺などかつて湿地であった低地へも人家が拡大することになった。第二次世界大戦中にフナフティに建設された滑走路は珊瑚礁の破片を用いた埋立地であるため、これを維持するためにはたゆまない工事が必要であるが、それは行われていない。埋立地の経年劣化による地盤沈下およびこれから起こるかもしれない海面上昇に対するフナフティの脆弱さは、このような市街地の拡大によって招かれたものであることが過去の土地利用などの分析によっても示されている。 こうした市街地の一部は春秋分に近い時期に発生する、通常より大きな大潮で満潮時に地中から湧き出してくる水によって0.6メートルまで浸水する。 特に強風が吹く2月を中心として発生する大潮は大きくなり、南太平洋では「キング・タイド（king tide）」と呼ばれている。

### 平均海水位の上昇の懸念
1988年、地球温暖化に対する懸念がしだいに大きくなり、国連環境計画（UNEP）などがその影響を検証するためのフォーラムIPCCを設立した。 温暖化により平均海水面が大きく上昇すれば、もともとキング・タイドやサイクロンで被害を受けていたツバルをはじめとした環礁の多い南太平洋の小島嶼国への影響は、より頻繁で深刻なものとなることが懸念された。 報道機関も、NOAAの表現を借り、海面上昇で最初に被害が予想される島嶼国は温暖化の「無垢の犠牲者」として取り上げるようになった。
また1991年には南太平洋の国々の要請に応じて、海面上昇の実際の影響を科学的に調べるために、オーストラリアによって南太平洋潮位・気候監視プロジェクト（SPSLCMP）がはじめられ、フナフティにも1993年に SEAFRAME（シーフレーム）と名付けられた高精度の潮位・気象観測装置が設置された。
ただし、ジャーナリストの神保哲生は、ツバルでは平均海水位より最高海水位の方が上昇しており、最高水位が上がれば人の居住に適さなくなること、実際に高潮とともに内陸まで浸水が起こりやすくなっていること、真水であった井戸の水が塩水化し飲用や農耕に適さなくなっていることを指摘し、最高水位ではなく平均水位の上昇を重視していることを疑問視している。

### キング・タイドの脅威
2000年にツバルが国連の加盟を果たし対外的な発言の機会も増えたころから、海抜の低いツバルの海面上昇やキング・タイドの被害は特に旧宗主国のイギリスを中心に報道で取り上げられるようになった。 1990年代末にはサイクロンによる海岸や小島の浸食はみられたものの、1998年には大規模なエル・ニーニョ現象の影響によってツバルの平均海水面はむしろ相対的に大きく下がっていた。 しかし、2001年以降になると再び大きなキング・タイドが襲うようになった。
一方で、ハワイ大学によって過去に設置されていたフナフティの潮位計では、1977年から1999年までの海面の平均上昇率は1年あたり0.9ミリであり、2002年には設置されて9年ばかりであったSEAFRAMEの測定結果を加味してもこの値に大差はみられなかった。 オーストラリアの国立潮汐研究所（NTF、現・国立潮汐センター、NTC）は海水面がはっきり上昇しているとは言えないとして、平均海水位の上昇に慎重な見方を示した。ただし、2002年ごろこのオーストラリアのNTFを訪れ取材したジャーナリストの神保哲生によれば、NTFの所長自ら年間の平均水位の上下はせいぜい1~2ｍｍ程度で誤差でも出るようなものであるため30年くらいの調査が必要と語っており、GPSでの絶対的測定は前年から一部地域から開始しているところで、相対的測定もまだ7～10年程度で、ツバルでは1カ所のみの水準点をもとにした相対的測定であったという。また、この研究所の調査でも平均海水位ではなく最高海水位をみれば傾向的に着実に上昇していたという。
その後も、ツバルは2006年に少なくとも1993年来の記録で最大のキング・タイドに襲われた。 フナフティでは特に大きなキング・タイドが4年から5年の周期で襲うことがわかっている。 また、さまざまな要因から砂浜が削られる、海岸の植物が倒されるなどの海岸浸食も進んでいる。海水温の上昇などによってサンゴ礁が白化し、漁獲高も減ってきている。

### 脆弱性の分析
東京大学の茅根創らは2003年より2007年まで環礁州島諸国の環境危機の研究を行い、その報告では、「環礁州島の危機はグローバル・ローカル両方の環境ストレスが複合したものであり、現在発生している問題はおもにローカルな要因によるものである。ローカルな要因によって、今世紀予測されている地球規模変動に対して脆弱性の高い州島になってしまっている」と結論づけている。
ここでグローバルな要因とは、地球温暖化および海面上昇という地球規模の要因であり、ローカルな要因とは土地の使用条件・社会経済条件、植生の管理のしかたや住民の数や住まい方など地域規模の要因を意味する。
すなわち、ツバルの環礁州島の問題は、単純に「海面上昇による水没」だけによるものではない。たとえば、水面が上昇してもそれに見合うスピードでサンゴ礁が砂礫を供給すれば即海面下に沈みこんでいく事態にはならないが、あいにくサンゴ礁が砂礫を供給する能力が落ちている（サンゴ礁の劣化）。これは地球規模の要因である地球温暖化によってサンゴが白化するという現象のためで、サンゴ礁が劣化し、地形を作る能力や、島を形づくる砂礫を供給する能力も落ち、砂礫の供給が海面上昇に追いつかなくなっている。さらにサンゴ礁の劣化は、地球温暖化だけでなく、ツバルの環礁国の人口増加・経済成長・ライフスタイルの変化によって、従来行われてきた伝統的な土地の管理の仕組みや植生を管理するしくみが崩壊することによっても起きている。これらの複合的要因がツバルの州島地形を安定化していた自然の機能を損ねていると分析している。

### 気候変動に対する取り組み
ツバルは気候変動枠組条約（UNFCCC）の下、海岸と集落の海面上昇に対する復元力の強化、塩害に強いタロイモの導入、水の確保など800万ドルあまりからなる行動計画を2007年に定め資金援助を受けている。 また2009年、ツバルは2020年までの再生可能エネルギーへの移行を表明した。 京都議定書以後を定めるものとして注目された同年のCOP 15では、ツバルは中国・インドなど新興国に対しても温室効果ガスの削減義務を盛り込んだ新たな議定書の作成を求めるなど積極的な活動を行ったが、会議では最終的に目標とされた合意はなされなかった。
海面上昇の懸念の中、50年以内に人の住めない土地になるかもしれないとされたことを踏まえ、2000年ごろツバルのイオナタナ首相は、およそ30年で国民全員を国外へ移住させることを目標に、オーストラリアとニュージーランドに国民を環境難民として受け入れることを要請した。 この要請はオーストラリアからは拒絶されたものの、イオナタナの死後の2001年にニュージーランドから労働移民として毎年75人を受け入れるという約束を取りつけることができた（この数字は、拡大していくこと、また、対象も他の太平洋諸国に広げていくことを想定していた）。また2002年にアメリカが京都議定書を離脱する決定をすると、実際に実行されることはなかったものの、ツバルはキリバスやモルジブとともに、京都議定書を批准していないアメリカとオーストラリアを国際司法裁判所へ提訴すると表明し注目を集めた。
2019年、カウセア・ナタノ首相は共同通信との会見の中で、海面上昇に対応するために海抜5 - 10メートル程度の人工島を造成する構想を明らかにしている。
2021年、カウセア・ナタノ首相は、アンティグア・バーブーダのガストン・ブラウン首相とともに、特に小島嶼国の利益のために、気候変動に関する国際法の発達などを通じて気候システムを保護するための国際機関である「気候変動と国際法に関する小島嶼国委員会」を設立した。同委員会は、国際海洋法裁判所（ITLOS）に対して気候変動に関して海洋法に関する国際連合条約の締約国が負う国際法上の義務について勧告的意見の付与を要請している。

### 平均海水位の測定
こうしたツバルの平均海面が実際どの程度上昇傾向にあり、それがどの程度まで気候変動によると疑われるものであるかについて知るためには、精密な潮位計の記録から平均気圧の変動などの影響を取り除き、エル・ニーニョ、PDO（太平洋十年規模振動）のような短期・中期的な変動がならされるような長期間の綿密な調査が必要とされる。 一般にこうした影響がなくなり、年1ミリの違いを統計的に有意に述べるには50–60年の継続的な観測が必要だと見積もられている。
誤差は大きいものの、SEAFRAMEによる2006年までの測定結果では、平均海水位の上昇傾向が1993年からの平均で年5.7ミリであったことが報告された。 その後、2021年までのおよそ28年間の測定結果では、この値は年平均4.7ミリとなっている。 このフナフティの海面上昇は、ほぼ同期間の地球全体の平均海面上昇率として報告されているおよそ年3ミリ強よりはやや大きいが、西太平洋に偏った上昇にはいくらかのPDOの影響があると思われ、さらなる継続的な測定が必要とされている。
一方、こうしたツバルの水害が地盤の変動によるものではないかという推測は、2002年にツバルなどがアメリカを提訴する動きを見せていたときにアメリカの気候問題主席交渉担当官から出されたほか、その後もなされてきた。 GPSによる変位の測定は行われだしてから日が浅いものの、2007年までのおよそ6年間の測定での絶対的上下動は年1ミリに満たない微弱なものであり、空港や市街地の水準点の2009年までの相対的変動も数ミリの範囲にとどまっており、この間フナフティが全体的あるいは局所的に地盤沈下したという証拠は認められない。 なお、発達した環礁の一般的な沈降速度は予想されている海面上昇速度よりもずっと小さく、ツバルにおいても −0.03 mm/年 程度である。
また、海岸侵食と洪水は、米軍が埋め立てた沼地に人口が集中し浸水したこと、生活排水が増加し有孔虫（石灰質の殻を作り、その殻が星砂と呼ばれるような砂となって堆積する）が減少したことなどに原因があったとする主張について、NPO「ツバル・オーバービュー」の遠藤秀一代表理事は、居住人数も汚染の度合いも少ないツバルの他の島でも問題が起きていることから、海面上昇の影響が人間活動よりも大きいのではないかとしている。また、ジャーナリストの神保哲生は、フナフティだけの問題ではなく、かつてあった小島がなくなったとの報告が各地から相次いでいること、また、GPS測定前の相対的測定によるものだが、より過去から実際に最高海水位は上昇しており、一方で、最低海水位は横這い乃至低下していることから、平均では水位上昇の影響が単に計算上で減殺されていること、この最低海水位の低下も（神保は原因については明言していないが、おそらくサンゴ礁であるため起伏のある海底地形の結果として）単に最高海水位上昇の反動として起こった可能性があることを指摘している。